# Kelafo
Cet article concerne la ville. Pour le district, voir Kelafo (woreda).
Kelafo (aussi Kellafo ou Kalafo) est une ville de l'est de l'Éthiopie située dans la zone Shabelle de la région Somali. Peuplée de 11 346 habitants en 2007, elle est le chef-lieu du district de même nom. 

## Géographie
Située vers 250 m d'altitude sur la rive gauche du Chébéli, Kelafo est à environ 90 km de Gode, quelques kilomètres au sud de la route Gode-Ferfer,
Kelafo est desservie par son propre aéroport (ICAO code HAKL)[réf. souhaitée].

## Histoire
Elle est la dernière ville de la région Somali à résister au pouvoir éthiopien : les Jid waak peuplant la région étaient de farouches guerriers.
C'est seulement vers la fin des années 1930 que le pouvoir éthiopien établit une garnison, après avoir assassiné le dernier Sultan et fait fuir son fils en exil à Djibouti[réf. souhaitée].
Au cours du XXe siècle Kelafo est la capitale administrative de l'awraja Kelafo dans la province du Hararghe.

## Démographie
Le recensement national de 2007 fait état de 11 346 habitants dans la ville de Kelafo. Elle est la seule agglomération recensée dans le district de même nom.